# Gasteria brachyphylla
Gasteria brachyphylla är en grästrädsväxtart som först beskrevs av Salm-dyck, och fick sitt nu gällande namn av Van Jaarsv. Gasteria brachyphylla ingår i släktet Gasteria och familjen grästrädsväxter.

## Underarter
Arten delas in i följande underarter:
- G. b. bayeri
- G. b. brachyphylla

## Bildgalleri

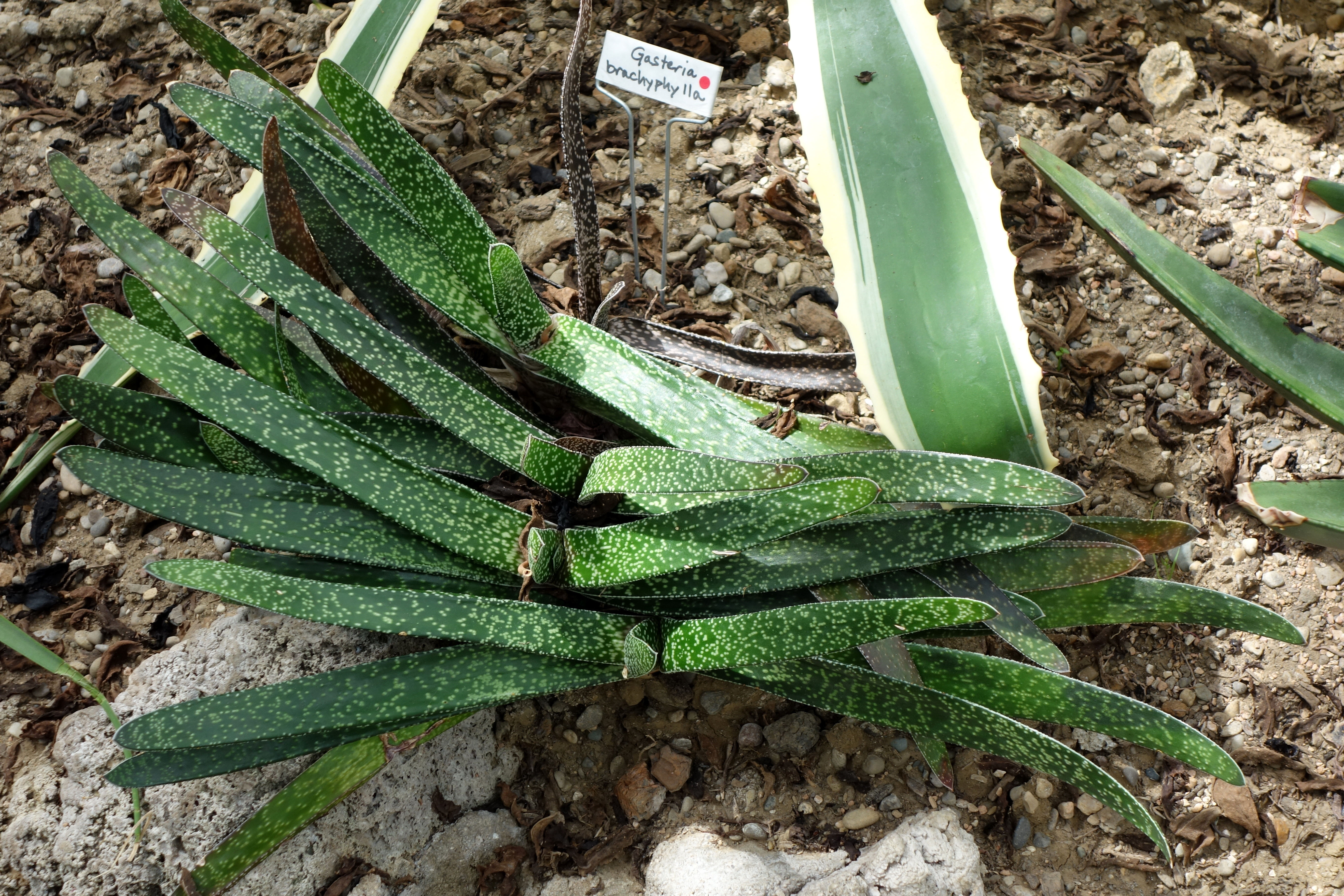
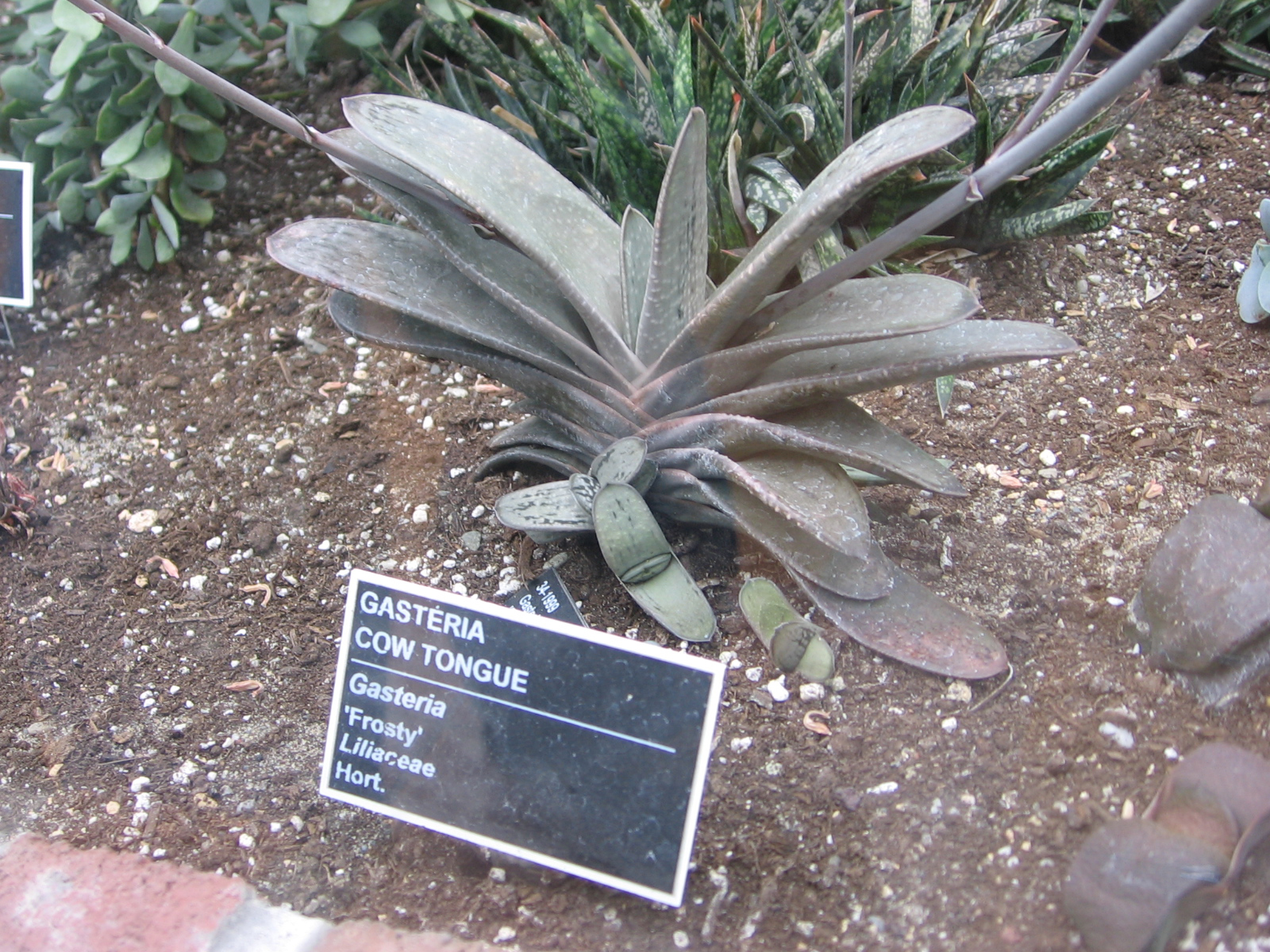
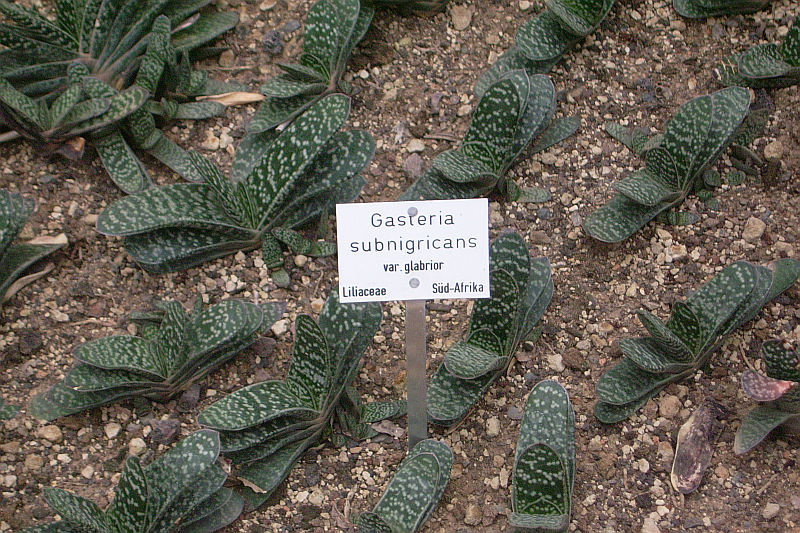